# تاکاماسا یامازاکی
تاکاماسا یامازاکی (انگلیسی: Takamasa Yamazaki؛ زادهٔ ۱۷ مارس ۱۹۹۲) بازیکن فوتبال اهل ژاپن است.